# Leiobunum annulatum
Leiobunum annulatum is een hooiwagen uit de familie Sclerosomatidae.